# Shoshana Damari
Shoshana Damari (hebreo: שושנה דמארי; en árabe: شوشانه (شمعه) ذماري‎) (31 de marzo de 1923–14 de febrero de 2006) fue una cantante israelí de origen yemení conocida como la "reina de la música hebrea."

## Biografía

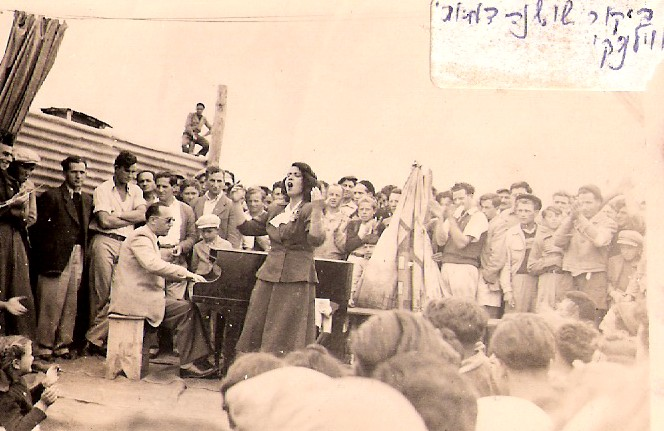
Moshe Vilenski al piano y Shoshana Damari cantando, entreteniendo a la gente en los campos de detención en Chipre. (ca. 1947–48)

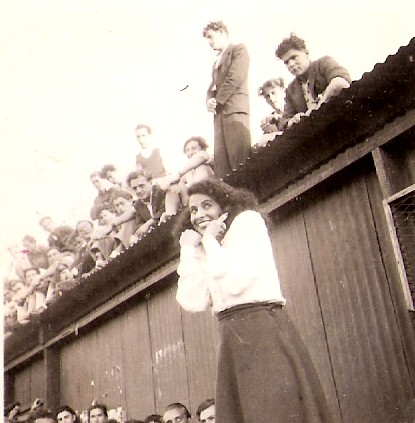
Damari cantando en un campo de detención en Chipre

Shoshana Damari nació en Dhamar, Yemen. La familia emigró a Eretz Israel en 1924 a raíz de la creciente persecución contra los judíos, estableciéndose en Rishon LeZion.
Desde edad temprana, Shoshana tocaba la batería y cantaba para acompañar a su madre, durante las celebraciones familiares y reuniones de la comunidad yemenita en Eretz Israel. Sus primeras canciones fueron transmitidas por la radio cuando tenía 14 años. Estudió canto y actuación en el Shulamit Studio en Tel Aviv, donde conoció a Shlomo Bosmi, el gerente del estudio, quien se convirtió en su mánager personal. Se casaron en 1939, cuando Shoshana tenía sólo 16 años.

## Carrera musical

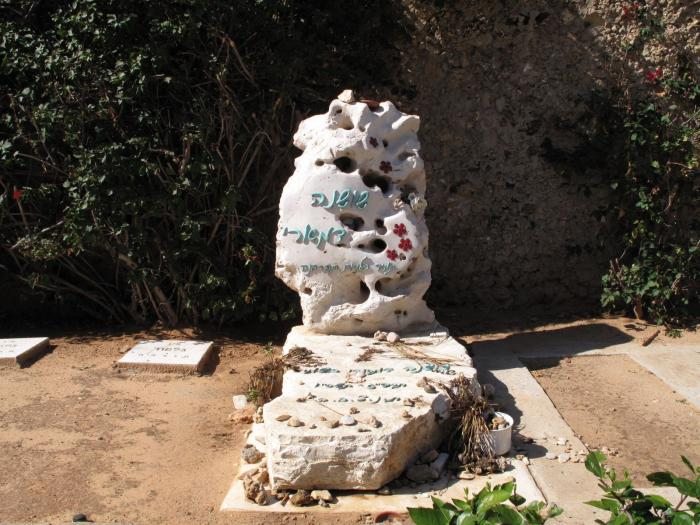
Tumba de Shoshana Damari en el cementerio Trumpeldor, en Tel Aviv.

En 1945, Damari se unió a Li-La-Lo, un teatro de revista establecida por el empresario Moshe Wallin. El grupo realizaba entretenimiento ligero y la sátira como un contrapeso al teatro serio de la época. Fue allí donde se hizo conocida por su distintiva voz ronca y pronunciación yemenita. Su primer disco fue lanzado en 1948 y su canción más conocida, Kalaniyot (anémonas), por Moshe Vilenski, data de esa época. Era especialmente popular entre los soldados israelíes, para quienes ella cantaba con frecuencia.
A mediados de la década de 1980, Damari se asoció con Boaz Sharabi para crear dueto que la retornó a la fama. Fue galardonada con el Premio Israel a la Canción Hebrea en 1988 y el Premio a la Trayectoria por la Asociación de Compositores y Editores Israelíes (ACUM) en 1995.
En 2005 grabó dos canciones para el álbum Mimaamakim de Idan Raichel Project y participó en algunas de sus actuaciones en directo. Los dos habían programado para comenzar un nuevo proyecto conjunto.
Ese mismo año fue elegida como el 78° israelí más importante de todos los tiempos, en una encuesta realizada por el sitio web de noticias israelí Ynet para determinar a quien el público israelí considera a los 200 israelíes más importantes de la historia del Estado de Israel.
Murió en Tel Aviv después de una breve dolencia de neumonía, mientras su familia y amigos, que habían estado sentados en vigilia durante sus últimos días, cantaban Kalaniyot.

## Discografía
| - Kalaniyot (1948) - Haya Hayu Ei Pa'am Bachurim (1951) - Kita Almonit (1956) - Shoshana Damari (1957) - Migdalor (1958) - Hora Mamterah (1959) - Kalaniyot (1959) - Beiti sheli (1961) - Shirei Am Loham(1968) - In Concert (1980) - Or (1988) - Shoshana Damari and the Haifa Orchestra (2002) | - Laila Laila (1949) - MiKalaniyot ad Or (1986) - MiKalaniyot ad Or (1994) (Second Edition) - HaShirim HaYafim (1994) - LeOr HaZichronot - Shoshana Damari sings Moshe Vilensky (2006) - Mima'amakim (Álbum de Idan Raichel) (2005) |